# Franziska Rubin
Franziska Rubin (* 19. Mai 1968 in Hannover) ist eine deutsche Fernsehmoderatorin, Medizinjournalistin, Ärztin und Buchautorin.

## Ausbildung
Rubin absolvierte am humanistischen Kaiser-Wilhelm-Gymnasium Hannover ihr Abitur. Danach studierte sie Humanmedizin und wurde im Bereich der Nervenheilkunde an der Universität zu Köln promoviert. Des Weiteren nahm sie an mehreren Moderatorencoachings sowie an Schauspiel- und Gesangsunterricht teil.

## Fernsehkarriere
Rubin wurde 1994 in der Flirtshow Herzblatt entdeckt, an der sie als Kandidatin teilnahm. Noch im selben Jahr gab sie ihr Moderationsdebüt in der Flirtshow Luft und Liebe, die auf RTL II ausgestrahlt wurde. Rubin moderierte unter anderem von 1995 bis 1996 die ARD-Kindersendung Mir nach, von 1999 bis 2000 das Servicemagazin Clever auf VOX und von 2001 bis 2004 das Wissenschaftsmagazin Sonde im SWR-Fernsehen. 
Zwischen 1997 und 2000 führte sie auf dem Kinderkanal (KiKA) durch verschiedene Live-Sendungen. Sie trat von 2001 bis 2004 als medizinische Expertin in der Sendung dabei ab zwei auf, die ebenfalls im MDR ausgestrahlt wird. Sie war auch in diversen Videos zu sehen, unter anderem im Video Ernährungstipps der Fitnesszeitschrift Fit for Fun. Rubin spielte außerdem in einer Folge von Parkhotel Stern (Sat.1) und in zwei Folgen von Schloss Einstein (KiKA) mit. Daneben ist sie immer wieder zu Gast in Talk- und Spielshows, etwa im Oktober 2024 bei Riverboat und im Januar 2025 bei der NDR-Quizshow – Promi Special.
Von 1998 bis Juli 2015 war Rubin Moderatorin des Gesundheitsmagazins Hauptsache gesund im MDR-Fernsehen. Danach lebte sie bis August 2019 mit ihrer Familie in Australien, der Heimat ihres Mannes. Über den Umzug aus dem bayerischen Herrsching am Ammersee berichtete die VOX-Reihe Goodbye Deutschland! Die Auswanderer. In diesen Jahren konzentrierte sich die Medizinjournalistin vor allem auf das Schreiben von Gesundheitsratgebern, die häufig Bestsellerstatus erreichten.

## Kritik
Im Dezember 2006 beteiligte sich Rubin an einer umstrittenen Anzeigenkampagne eines Apothekerverbands und bezog gemeinsam mit dem Apothekerverband Position zur Gesundheitsreform in Deutschland. In den Anzeigen hatte sie auch auf ihre MDR-Sendung Hauptsache gesund verwiesen. Der MDR stoppte die laufende Kampagne, nachdem Journalisten und einige Rundfunkratsmitglieder die Glaubwürdigkeit der öffentlich-rechtlichen Rundfunkanstalt gefährdet sahen.

## Privates
Rubin hat eine jüngere Schwester und einen jüngeren Bruder. 2015 heiratete sie nach elf Jahren Beziehung den Australier Pete Williamson, mit dem sie drei Töchter (* 2008, * 2008, * 2010) hat. Ihre Zwillinge kamen nach fünf Jahren mit unterschiedlichsten Kinderwunsch-Therapien und künstlicher Befruchtung zur Welt. Ihre jüngste Tochter kam dann ohne medizinische Hilfe. Im Buch Von Null auf Drei berichtete sie über ihre persönlichen Erfahrungen.
Seit 2010 ist sie Patin des Kinderhospizes Bethel für unheilbar erkrankte Kinder, seit 2014 Schirmherrin der Kongresse der Deutschen Gesellschaft für Akupunktur und Neuraltherapie e. V.

## Auszeichnungen
- 2005: mit Jeannette Averhaus und Gudrun Strigin Ludwig-Demling-Medienpreis der GASTRO-Liga in der Kategorie Elektronische Medien für den Beitrag Tabus brechen – Über Tabus sprechen: Darm in der Reihe Hauptsache gesund des MDR[15]
- 2013: Kneipp-Bund-Gesundheitspreis[16]

## Veröffentlichungen
- mit Karin Schutt: Hauptsache Gesund. Volkskrankheiten – Wie Medizin und Natur helfen und heilen. Rowohlt Verlag, Reinbek 2004, ISBN 3-499-61930-X.
- Meine besten Hausmittel. Zabert Sandmann, München 2011, ISBN 978-3-89883-326-4.
  - Meine besten Hausmittel. Komplett überarbeitete Neuauflage. ZS Verlag, München 2016, ISBN 978-3-89883-556-5.
- Meine sanfte Medizin für Kinder. Zabert Sandmann, München 2012, ISBN 978-3-89883-379-0.
- Von Null auf Drei: Babys erstes Lebensjahr. Südwest Verlag, München 2014, ISBN 978-3-517-09214-0.
- Hauptsache Gesund – Das Kochbuch. Christian Verlag, München 2015, ISBN 978-3-86244-756-5.
- Meine besten Gesundheits-Tipps fürs Älterwerden. ZS Verlag, München 2015, ISBN 978-3-89883-534-3.
- Meine sanfte Medizin für ein starkes Herz. ZS Verlag, München 2017, ISBN 978-3-89883-583-1.
- Mit jedem Tag ein neues Wunder: Mein Dankbarkeitstagebuch. arsEdition, München 2017, ISBN 978-3-8458-2201-5.
- Fit und gesund durchs Jahr 2018. ZS Verlag, München 2017, ISBN 978-3-89883-582-4.
- Meine sanfte Medizin für einen guten Schlaf. ZS Verlag, München 2018, ISBN 978-3-89883-595-4.
- Australiens Heilgeheimnisse – Mit der Natur kraftvoll heilen!. bpa media, Hannover 2019, ISBN 978-3-944549-81-9.
- Heilen mit Lebensmitteln – Meine Top 10 gegen 100 Krankheiten. ZS Verlag, München 2019, ISBN 978-3-89883-626-5.
- Die besten Hausmittel. Becker Joest Volk Verlag, Hilden 2020, ISBN 978-3-95453-202-3.
- 7 Minuten am Tag – endlich gesünder leben. Knaur Balance, München 2020, ISBN 978-3-426-65836-1.
- 10 Kräuter gegen 100 Krankheiten. Becker Joest Volk Verlag, Hilden 2021, ISBN 978-3-95453-249-8.
- Die bessere Medizin für Frauen. Knaur Balance, München 2021, ISBN 978-3-426-65920-7.
- Einfach heilen mit Natur!. Knaur Balance, München 2022, ISBN 978-3-426-65980-1.
- 7 Minuten am Tag. Endlich kraftvoll und gelassen! Knaur MensSana, München 2023, ISBN 978-3-426-65896-3
- Magic Midlife – Wie die zweite Halbzeit zur besten Ihres Lebens wird. Knaur Balance, München 2024, ISBN 978-3-426-79311-6.
- 11 Naturheilmittel ersetzen eine Apotheke: 200 Anwendungen für fast alle Beschwerden. Knaur MensSana, München 2025, ISBN 978-3-426-56321-2.